# Europäische Fußballauswahl
Die Europäische Fußballauswahl ist eine Auswahl von europäischen (beziehungsweise zum Teil auch in Europa tätigen) Fußballspielern, die den Erdteil Europa in Repräsentationsspielen vertritt.

## Organisierung und Austragung der Spiele
Die Europäische Fußballauswahl tritt in Benefiz- und Jubiläumsspielen an und hat bereits Millionenbeträge für wohltätige Zwecke erspielt. Es wurden auch Abschiedsspiele für namhafte, verdiente Fußballspieler wie Stanley Matthews ausgetragen. Die Spiele sind unregelmäßig. Die Mannschaft wird vom ehrenamtlichen Trainer des Teams zusammengestellt. Die Spieler erklären sich dazu bereit, kostenlos im Team mitzuwirken. Sie trainieren nur kurzfristig zusammen. Das Stadion wird kostenlos genutzt, so dass sämtliche Einnahmen des Spiels für wohltätige Zwecke zur Verfügung stehen. Die Spiele wurden zuletzt auch live im Fernsehen übertragen.

## Bekannte Auswahltrainer
(unvollständig)
| - Nereo Rocco - Marcello Lippi - Arsène Wenger - Franz Beckenbauer - Helmut Schön |  | - José Crahay - Karel Lotsy - Karl Rappan - Vittorio Pozzo |

## Bekannte Auswahlspieler
(Auswahl)
| Belgien - Raymond Braine - Paul Van Himst Niederlande - Johan Cruyff - Patrick Kluivert - Ruud Krol - Johan Neeskens - Faas Wilkes Dänemark - Allan Simonsen Deutschland - Franz Beckenbauer - Horst Blankenburg - Albin Kitzinger - Andreas Kupfer - Gerd Müller - Karl-Heinz Schnellinger - Uwe Seeler England - Jimmy Greaves - Geoff Hurst - Kevin Keegan |  | Frankreich - Alfred Aston - Robert Jonquet - Raymond Kopa - Michel Platini - Jean Vincent - Zinédine Zidane Italien - Alessandro Costacurta - Marco Tardelli - Dino Zoff Jugoslawien - Dragan Džajić - Vahid Halilhodžić Ungarn - Ferenc Bene - László Kubala - Ferenc Puskás Portugal - Eusébio |  | Spanien - Fernando Hierro - Alfredo Di Stéfano Schweden - Bengt Gustavsson - Gunnar Nordahl Österreich - Ernst Ocwirk - Bruno Pezzey - Hans Krankl Weitere - George Best - Johnny Carey - Denis Law - Josef Masopust - Mordechai Spiegler - Willi Steffen |

## Internationale Ergebnisse
| Datum              | Gegner             | Stadion                           | Ergebnis | Torschützen der Europäischen Fußballauswahl                                                    | Anlass                                                                |
| ------------------ | ------------------ | --------------------------------- | -------- | ---------------------------------------------------------------------------------------------- | --------------------------------------------------------------------- |
| 26. Oktober 1938   | England            | Highbury, London                  | 0:3      |                                                                                                | 75. Jubiläum des englischen Fußballverbandes The Football Association |
| 10. Mai 1947       | Großbritannien     | Hampden Park, Glasgow             | 1:6      | Gunnar Nordahl                                                                                 | Britische Rückkehr in die FIFA                                        |
| 21. Oktober 1953   | England            | Wembley, London                   | 4:4      | László Kubala (2×), Giampiero Boniperti (2×)                                                   | 90. FA-Jubiläum                                                       |
| 13. August 1955    | Großbritannien     | Windsor Park, Belfast             | 4:1      | Jean Vincent, Bernard Vukas (3×)                                                               | 75. Jubiläum der Irish Football Association (Irischer Fußballverband) |
| 20. Mai 1964       | Skandinavien       | Parken, Kopenhagen                | 4:2      | Jimmy Greaves (2×), Denis Law, Eusébio                                                         | 75. Jubiläum des Dänischen Fußballverbandes (DBU)                     |
| 23. September 1964 | Jugoslawien        | Marakana, Belgrad                 | 7:2      | Uwe Seeler (2×), Eusébio (4×), José Augusto                                                    | Skopje-Erdbebenspendenfonds                                           |
| 28. April 1965     | Großbritannien     | Britannia Stadium, Stoke          | 6:4      | Godfried Vandeboer, Ferenc Puskás (2×), Josef Masopust, László Kubala, Jackie Henderson        | Abschiedsspiel für Stanley Matthews                                   |
| 8. Dezember 1970   | Benfica Lissabon   | Estádio da Luz, Lissabon          | 2:3      | Uwe Seeler, José Gárate                                                                        | Abschiedsspiel für Mário Coluna                                       |
| 23. November 1971  | West Ham United    | Upton Park, London                | 4:4      | Frank McDougall, Rodney Marsh (2×), Jimmy Greaves                                              | Spiel zu Ehren von Geoff Hurst                                        |
| 1. Mai 1972        | Hamburger SV       | Volksparkstadion, Hamburg         | 7:3      | Geoff Hurst, Ferenc Bene, Franz Beckenbauer, Gerd Müller, Kálmán Mészöly, George Best, Eusébio | Abschiedsspiel für Uwe Seeler                                         |
| 23. November 1972  | Südamerika         | St. Jakob Park, Basel             | 0:2      |                                                                                                | Pestalozziwohltätigkeitsspiel                                         |
| 31. Oktober 1973   | Südamerika         | Estadi Olímpic, Barcelona         | 4:4      | Eusébio, Salif Keïta (2×), Juan Manuel Asensi, Kurt Jara                                       | FIFA-Wohltätigkeitsspiel                                              |
| 28. Dezember 1979  | Borussia Dortmund  | Westfalenstadion, Dortmund        | 2:3      | Safet Sušić, Vladimir Petrović                                                                 | Spiel für UNICEF                                                      |
| 25. Februar 1981   | Italien            | Stadio Olimpico, Rom              | 3:0      | Allan Simonsen, Vahid Halilhodžić, Tony Woodcock                                               | Spendenaufruf wegen der Flutkatastrophe                               |
| 2. Juni 1981       | Türkei             | Şükrü-Saracoğlu-Stadion, Istanbul | 0:3      |                                                                                                | 75. Jubiläum von Fenerbahçe Istanbul                                  |
| 12. August 1981    | Tschechoslowakei   | Letná-stadion, Prag               | 0:4      |                                                                                                | 80. Jubiläum des Tschechoslowakischen Fußballverbandes                |
| 7. August 1982     | Fußballweltauswahl | Giants Stadium, New York          | 3:2      | Kevin Keegan, Bruno Pezzey, Giancarlo Antognoni                                                | FIFA-Wohltätigkeitsspiel für Unicef                                   |
| 4. Dezember 1997   | Fußballweltauswahl | Stade Vélodrome, Marseille        | 2:5      | Marius Lăcătuș, Zinédine Zidane                                                                | [ 16 ]                                                                |
| 16. Februar 2005   | Fußballweltauswahl | Camp Nou, Barcelona               | 3:6      | Alessandro Del Piero, Gianfranco Zola, David Suazo                                             | „Football for Hope“ (Tsunami-Fonds)                                   |
| 13. März 2007      | Manchester United  | Old Trafford, Manchester          | 3:4      | El Hadji Diouf (2×), Florent Malouda                                                           | Spiel für die „Manchester United Foundation“                          |

## U18-Auswahl
| Datum            | Gegner                          | Stadion                | Ergebnis | Torschützen der Europäischen Fußballauswahl                       | Anlass                |
| ---------------- | ------------------------------- | ---------------------- | -------- | ----------------------------------------------------------------- | --------------------- |
| 27. Februar 2007 | Afrikanische U18 Fußballauswahl | Mini Estadi, Barcelona | 6:1      | Aarón (2×), Manuel Fischer (2×), Bojan Krkić, Alexander Prudnikow | UEFA-CAF Meridian Cup |
| 1. März 2007     | Afrikanische U18 Fußballauswahl | Mini Estadi, Barcelona | 4:0      | Krisztián Németh, Manuel Fischer, Alexander Prudnikow, Ádám Dudás | UEFA-CAF Meridian Cup |